# Saat Tale Durbar

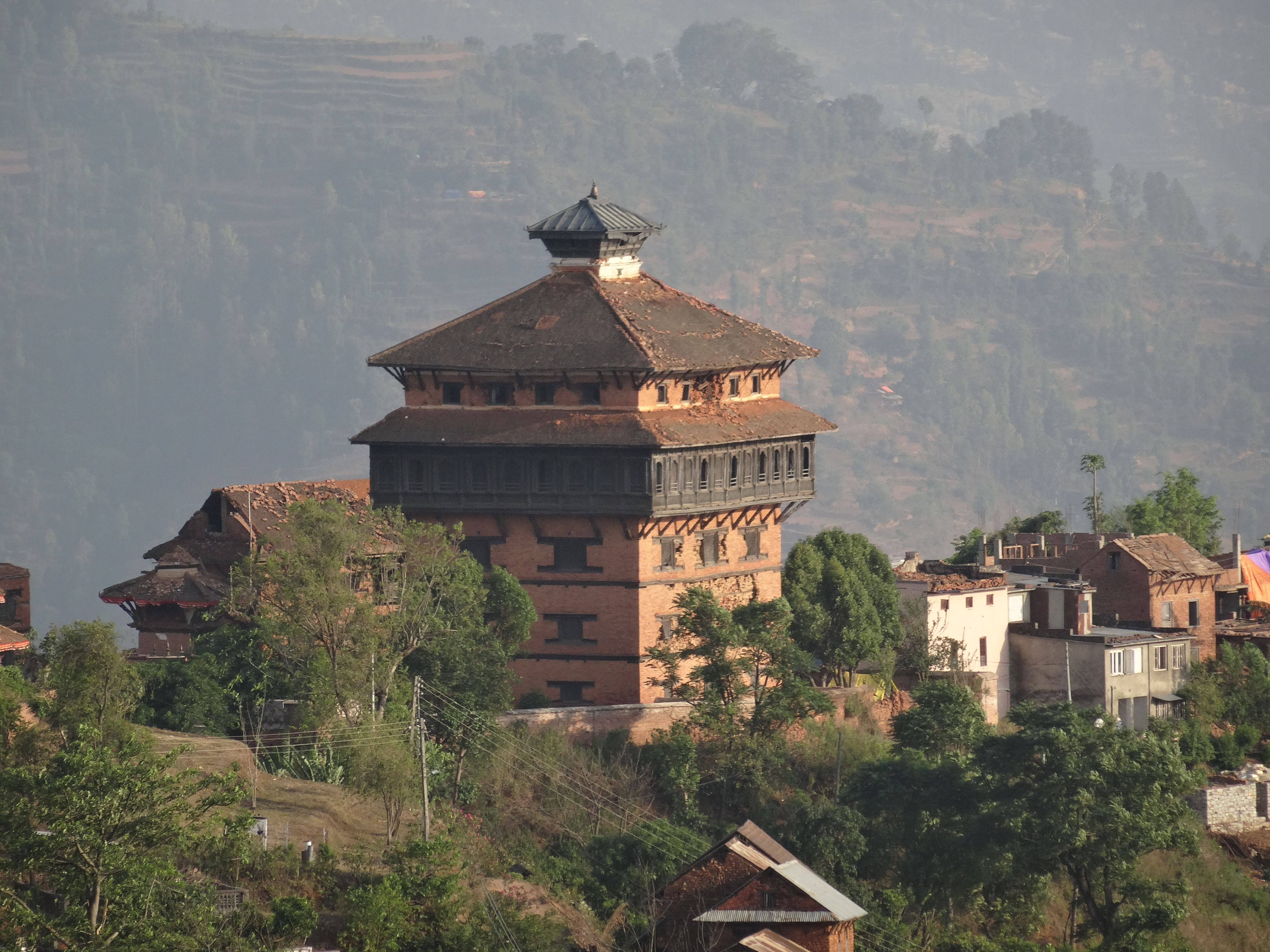
Saat Tale Durbar después del terremoto del 2015.

Saat Tale Durbar es una fortaleza situada en Nepal, una de las construcciones más populares del país, edificada a finales del siglo XVIII. Se trata de un cubo de siete alturas que corona la montaña. Es uno de los monumentos nepaleses que aspiran a la categoría de Patrimonio de la Humanidad por la UNESCO. Sin embargo, esta espectacular mole no logró escapar al impacto del terremoto que asoló Nepal en el año 2015. Los esfuerzos del gobierno de Nepal han conseguido que China se interesa por su reconstrucción.